# Кущавник гвадалканальський
Куща́вник гвадалканальський (Cincloramphus turipavae) — вид горобцеподібних птахів родини кобилочкових (Locustellidae). Ендемік Соломонових Островів. Раніше вважався підвидом меланезійського кущавника, однак у 2022 році був визнаний окремим видом.

## Поширення і екологія
Гвадалканальські кущавники є ендеміками острова Гуадалканал в архіпелазі Соломонових островів. Вони живуть у вологих гірських і рівнинних тропічних лісах, як в тих, які мають густий бамбуковий підлісок, так і в тих, підлісок в яких рідкісний. Зустрічаються на висоті від 1200 до 1550 м над рівнем моря.

## Збереження
МСОП класифікує стан збереження цього виду як близький до загрозливого. За оцінками дослідників, популяція гвадалканальських кущавників становить 1000-2000 дорослих особин. Їм загрожує хижацтво з боку інвазивних кішок та, можливо, зміни клімату.